# Ngô-Dynastie
Die Ngô-Dynastie (vietn. Nhà Ngô oder Triều Ngô, chữ Hán: 吳朝) war die erste vietnamesische Herrscherdynastie nach der etwa tausendjährigen Zugehörigkeit Vietnams zu China. Sie wurde von Ngô Quyền im Jahr 939 gegründet und herrschte bis etwa 965.

## Entstehung
Faktisch hatten bereits in den Jahrzehnten zuvor die regionalen Machthaber Khúc Thừa Mỹ und Dương Đình Nghệ völlig unabhängig regiert; sie amtierten jedoch formal als Militärgouverneure (Jiedushi) des auseinanderbrechenden chinesischen Kaiserreichs (Zeit der Fünf Dynastien und Zehn Reiche). Im Jahr 937 wurde Dương Đình Nghệ von Kiều Công Tiễn ermordet; dieser rief anschließend im Kampf gegen die Gefolgschaft des Getöteten die Südlichen Han zu Hilfe. Ngô Quyền, der Schwiegersohn des Dương Đình Nghệ, besiegte und tötete zunächst Kiều Công Tiễn, bevor er Ende 938 die entsandte Han-Invasionsflotte in einer Schlacht am Bạch Đằng mittels im Flussbett eingegrabener Pfähle nahezu vollständig vernichtete. 
Nach seinem Sieg rief sich Ngô Quyền zum König (Vương) aus und begründete so den unabhängigen vietnamesischen Staat, auch wenn das Herrschaftsgebiet zunächst weiterhin die chinesische Militärregionsbezeichnung Jinghaijun (Tĩnh Hải quân) trug und ein eigenständiges, nicht-chinesisches Nationalbewusstsein erst mehrere Jahrzehnte später zur Abgrenzung gegenüber der Song-Dynastie aufkam. Als Hauptstadt wählte Ngô Quyền nicht den bisherigen chinesischen Verwaltungssitz Đại La (das heutige Hanoi), sondern das nördlich davon gelegene Cổ Loa, das über ein Jahrtausend zuvor in vorchinesischer Zeit das Machtzentrum der Region gewesen war. 
Ngô Quyềns Erfolge waren möglich geworden, da es ihm gelungen war, sowohl die nahezu vollständig sinisierte Bevölkerung der Ebene des Roten Flusses (Giao) als auch die noch weitgehend in indigenen Clanstrukturen lebende Bevölkerung des westlichen und südlichen Berglandes auf seine Seite zu bringen. Die unterschiedlichen Interessen von Tiefland- und Berglandbewohnern und die daraus resultierenden Konflikte sollten sich bis in die Lê-Dynastie maßgeblich auf die Entwicklung des Landes auswirken.

## Niedergang
Ngô Quyền starb bereits 944 nach nur knapp sechsjähriger Herrschaft. Sein ältester Sohn und designierter Thronerbe Ngô Xương Ngập war zu diesem Zeitpunkt wohl noch minderjährig, so dass Ngô Quyềns Schwager Dương Tam Kha, ein Sohn des Dương Đình Nghệ, den Thron usurpieren konnte. Ngô Xương Ngập ergriff daraufhin die Flucht und fand Schutz bei einer einflussreichen Familie im Osten des Landes.
Vermutlich zur Legitimation seiner Herrschaft nahm Dương Tam Kha einen jüngeren Sohn Ngô Quyềns namens Ngô Xương Văn in seine Familie auf. Diesem gelang es jedoch 950, die Unterstützung der mächtigen Familien der Region zu erlangen und mit deren Hilfe Dương Tam Kha abzusetzen und zu verbannen.
In den folgenden Jahren regierten die beiden Brüder gemeinsam. Das Doppelkönigtum war jedoch äußerst schwach und die Macht verlagerte sich zunehmend zu den Familienclans. Nach dem frühen Tod des älteren Bruders im Jahr 954 (oder 959) brach die Zentralgewalt größtenteils zusammen, so dass sich der jüngere Bruder sogar genötigt sah, die Südlichen Han um Unterstützung zu bitten und im Gegenzug seine Unterwerfung anzubieten – allerdings vergeblich. Er konnte sich dennoch etwa ein Jahrzehnt halten und wurde schließlich 963 oder 965 im Kampf gegen Familienangehörige des Kiều Công Tiễn getötet.
Sein Tod markiert das Ende der Herrschaft der Ngô-Dynastie. Sein völlig machtloser Nachfolger Ngô Xương Xí gab nach kürzester Zeit die Hauptstadt auf und zog sich ins südliche Bergland zurück. Es kam nun zur sogenannten Anarchie der Zwölf Kriegsherren, einer Phase in der zwölf Feudalherren und Clanführer um die Macht im Land kämpften. Darunter war auch ein weiteres Ngô-Familienmitglied namens Ngô Nhật Khánh.  
Durchsetzen konnte sich jedoch schließlich im Jahr 968 Đinh Bộ Lĩnh, der die verbliebenen Ngô zur Unterwerfung zwang und durch Heiratsallianzen zu seinen Gefolgsleuten machte. Er verlegte die Hauptstadt weiter nach Süden nach Hoa Lư, nannte das Land Đại Cồ Việt und krönte sich im Gegensatz zu den Ngô zum Kaiser (hoàng đế).

## Liste der Ngô-Könige
- 939–944: Ngô Quyền (Ngô Vương), posthum bekannt als Tiền Ngô Vương („früherer König Ngô“)
- 944–950: Dương Tam Kha (Dương Bình Vương), Usurpator
- 950–965: Hậu Ngô Vương („späterer König Ngô“), Sammelbegriff für das Doppelkönigtum:
  - 951–954: Ngô Xương Ngập (Thiên Sách Vương), älterer Bruder
  - 950–965: Ngô Xương Văn (Nam Tấn Vương), jüngerer Bruder
- 965: Ngô Xương Xí (Ngô Sứ Quân), wird meist nicht mehr dazugezählt